# クシシュトフ・オパリンスキ
クシシュトフ・オパリンスキ（ポーランド語：Krzysztof Opaliński, 1609年1月21日 - 1655年12月6日）は、ポーランド・リトアニア共和国の貴族、政治家、風刺作家。ポズナン県知事で、コヴェルスク、シレムスク、オシェツク、ミェンズィウェンスクの代官でもあった。ポーランド王スタニスワフ・レシチニスキの妃カタジナ・オパリンスカの祖父。

## 生涯
ポズナン県知事ピョトル・オパリンスキの息子で、弟のウカシュ・オパリンスキと共にポズナンのルブラニスキ大学（1620年 - 1625年）で、その後国外に留学してルーヴェン大学（1626年 - 1629年）、オルレアン大学（1629年）、パドヴァ大学（1630年）で学んだ。共和国に帰国後、シレムスクの代官職を得た頃から政治に積極的に関わるようになった。1632年のヴワディスワフ4世の選出議会には、その年の2月に選ばれた代議員として参加した。1637年、父の死後にポズナン県知事の地位を得た。オパリンスキは、対トルコ戦争計画を含むヴワディスワフ4世の軍事戦略構想の大部分に反対していたが、スウェーデンとの国交正常化を遠ざける海上関税の維持を主張していた。1645年、彼は外交使節としてパリに赴き、国王代理人として新王妃ルドヴィーカ・マリア・ゴンザーガの代理結婚式に参加し、王妃のお供をして共和国に帰還した。
1647年、オパリンスキは弟ウカシュからシェラクフを買い取って住むことにした。1650年、彼はシェラクフに、コメニウスの教育論である教訓主義をカリキュラムに採用した学校を、ポーランドで初めて開いた。彼はカトリック教徒だったが、狂信的なイエズス会を批判して宗教的寛容を支持していた。彼は作家たちのパトロンをとなり、自身も学者で書物愛好家であった。また、オパリンスキはヴィエルコポルスカ地方での政治的覇権をめぐり、同地域の総代官を務めるボグスワフ・レシチニスキとはライバル関係にあった。
1648年、ヤン2世カジミェシュが国王に選出されると、オパリンスキはこの新王の反対者の側についた。ヴワディスワフ4世の異母弟であるヤン・カジミェシュは、親オーストリア派でポーランド文化を侮っていたため、ポーランド貴族の間では全く人望が無かった。このため、ヤン・カジミェシュをイエズス会寄りの頼りない王とみて、スウェーデン王カール10世の方がポーランド王に相応しいと考える貴族は多かった。
スウェーデン軍によるポーランド侵攻（大洪水）が起きると、オパリンスキとボグスワフ・レシチニスキはヴィエルコポルスカの守備責任者となったが、国王に不満のある両者は、1655年7月25日にウィシチェにおいて、ヴィエルコポルスカで召集されていた総動員軍と一緒に、スウェーデン王カール10世に降伏した。リトアニアのヤヌシュ・ラジヴィウ公など、多くの県知事が彼らと同様にスウェーデンに投降した。ただし、オパリンスキの弟ウカシュはポーランド王に忠誠を誓い続けた。ポーランド領のほとんどがスウェーデンに占領されたが、その後スウェーデン人に対するヤスナ・グラ包囲での抵抗運動やティショフツェ連盟などが組織されていった。オパリンスキは、1655年に45歳で亡くなり、シェラクフにある教会の地下納骨堂の、父親の棺の隣に埋葬された。

## 著作

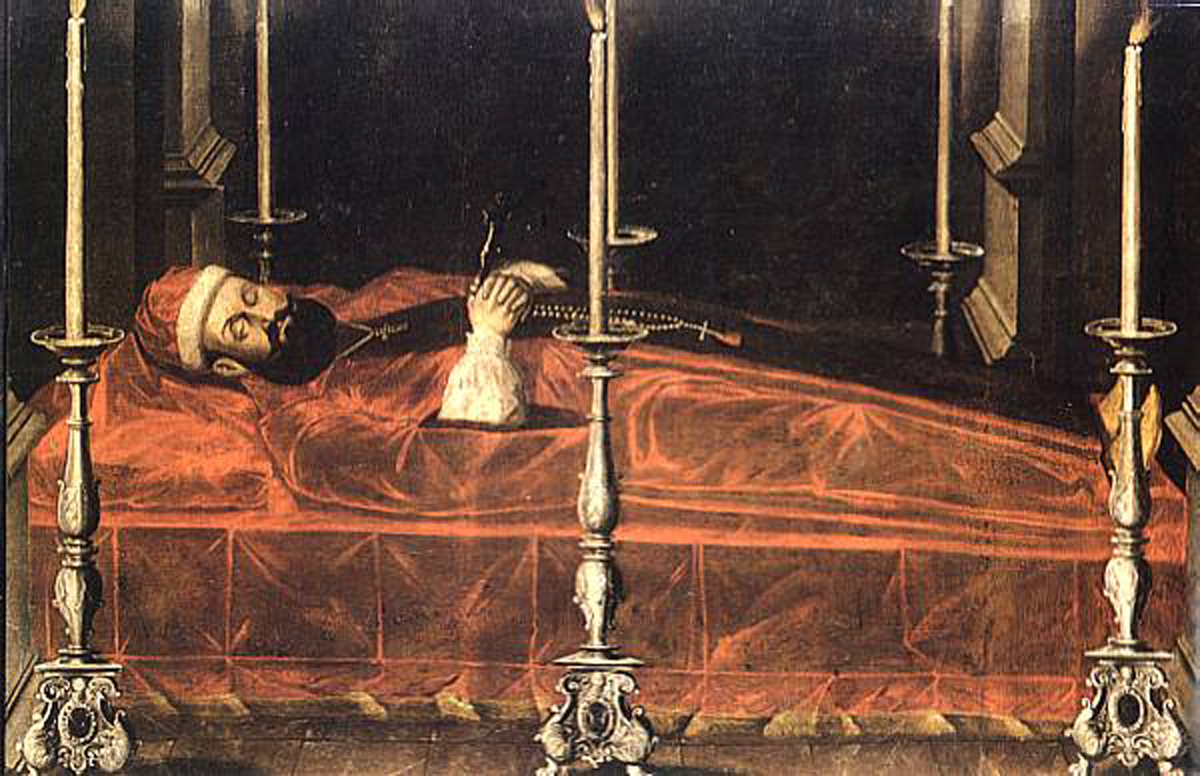
シェラクフの教会に横たわるオパリンスキの亡骸

オパリンスキは、フメリニツキーの乱によって共和国の黄金期が唐突に終焉を迎えた1650年に、『政府の改革とポーランドの習慣に対する風刺と警告（Satyry, albo Przestrogi do naprawy rządu i obyczajów w Polszcze należące）』を出版した。この作品は17世紀を通じてしばしば増刷された人気のある書物であった。このユウェナリスを模範とした風刺作品の中で、彼は農民（特に増えゆく農奴）に対する迫害や黄金の自由の堕落を非難し、政治生活の中に顕在化してきた無政府状態を浮き彫りにした。また魔女の実在を信じる態度を風刺の対象としており、魔女狩りの背後にある動機、原因のいくつかを冷静に見通した同時代人の意見としては、きわめて珍しいものである。彼はまた自分の経営する学校のために喜劇や悲劇を執筆したが、それらは現存しない。また、オパリンスキが弟ウカシュに送った『書簡集（Listy Kszysztofa Opalińskiego do brata Łukasza 1641-1653,1957）』も出版されている。